# Забійний вікенд
«Забійний вікенд» — кінофільм режисера Пітера Веллінгтона, що вийшов на екрани в 2012 році.

## Зміст
Тодд Чіповськи збирається провести незабутній вікенд у заміському котеджі, який він орендував спеціально для того, щоб зробити пропозицію своїй коханій Кеммі Райан. Але урочиста подія і чудовий відпочинок зіпсувало поява братика Тодда Селінджера і його подружки Маші. Однак вихідні все одно стають для героїв незабутніми — особливо після того, як Тодд в пориві люті випадково вбиває свого брата сокирою.

## Ролі
| Актор            | Роль |
| ---------------- | ---- |
| Тайлер Лабайн    | -    |
| Малін Акерман    | -    |
| Люсі Панч        | -    |
| Ден Петроніжевіч | -    |
| Бенджамін Ейрс   | -    |
| Кеннет Велш      | -    |
| Ненсі Бітті      | -    |
| Сабріна Грдевіч  | -    |
| Джим Аннан       | -    |
| Джонатан Кромбі  | -    |

## Знімальна група
- Режисер — Пітер Веллінгтон
- Сценарист — Джереми Боксен
- Продюсер — Френк Сіракузи, Пол Гросс
- Композитор — Ешер Ленц